# Bram Stoker Awards 1992
Der Bram Stoker Award 1992 wurde im Jahr 1993 für Literatur aus dem Vorjahr in sieben Kategorien vergeben. Bei der Verleihung werden jährlich außergewöhnliche Beiträge zur Horrorliteratur geehrt. Der Bram Stoker Award wird seit 1987 vergeben, die Gewinner werden per Wahl von den Mitgliedern der Horror Writers Association (HWA), bis 1993 Horror Writers of America, bestimmt.
1992 gab es zwei Doppelnominierungen: David Morrell wurde zweimal in der Kategorie Novelle nominiert. Dan Simmons erhielt den Preis in der Kategorie Kurzgeschichte, zugleich wurde er mit seinem Roman Children of the Night nominiert.

## Gewinner und nominierte Autoren
Der Bram Stoker Award 1992 wurde im Jahr 1993 in sieben Kategorien vergeben:
| Kategorie                         | Gewinner                         | Werk                                                                              | Weitere nominierte Autoren | Bilder der Gewinner   |
| --------------------------------- | -------------------------------- | --------------------------------------------------------------------------------- | --- | --------------------- |
| Roman (Novel)                     | Thomas F. Monteleone             | Blood of the Lamb                                                                 | - Matthew Costello: Homecoming - Brian Hodge: Deathgrip - Dean R. Koontz: Hideaway (deutsch: Das Versteck) - Dan Simmons: Children of the Night                  |                       |
| Erstlingswerk (First Novel)       | Elizabeth Massie                 | Sineater                                                                          | - Poppy Z. Brite: Lost Souls - Brian D’Amato: Beauty (deutsch: Der Preis der Schönheit) - Gary Raisor: Less Than Human - Wayne Allen Sallee: The Holy Terror     |                       |
| Novelle (Long Fiction)            | Stephen Bissette Joe R. Lansdale | Aliens: Tribes The Events Concerning a Nude Fold-Out Found in a Harlequin Romance | - David Morrell: Nothing Will Hurt You - David Morrell: The Shrine - Wayne Allen Sallee: For You, the Living                                                     | Joe R. Lansdale, 2012 |
| Kurzgeschichte (Short Fiction)    | Dan Simmons                      | This Year's Class Picture                                                         | - Nancy Kilpatrick: Farm Wife - Karl Edward Wagner: Did They Get You to Trade? - Gahan Wilson: Come One, Come All - Douglas E. Winter: Bright Lights, Big Zombie |                       |
| Sammelband (Fiction Collection)   | Norman Partridge                 | Mr. Fox and Other Feral Tales                                                     | - Elizabeth Engstrom: Nightmare Flower - I.U. Tarchetti: Fantastic Tales - Carol J. Clover: Men, Women, and Chainsaws                                            |                       |
| Sachbuch (Nonfiction)             | Christopher Golden               | Cut! Horror Writers on Horror Film                                                | - Cosette Kies: Young Adult Horror Fiction - John Russo: Scare Tactics - Stanley Wiater: Dark Visions                                                            |                       |
| Lebenswerk (Lifetime Achievement) | Ray Russell                      |                                                                                   | |                       |